# Río Percey
El río Percey o Percy es un río que se encuentra en la provincia del Chubut en la Patagonia, República Argentina. Atraviesa el Valle 16 de octubre, a orillas de la ciudad de Trevelin, (uno de los sitios de la Colonización galesa) y es afluente de los ríos Corintos y Futaleufú. Es sinuoso en todo su recorrido.

## Toponimia
El río lleva el nombre de Percy Wharton, un pionero galés de la Colonia 16 de octubre, quién más tarde se traslada a Estados Unidos.

## Recorrido
Nace a unos 15 km al sur de Cholila, entre el Cañadón de la Horqueta y la Loma Boscosa. Recibe el aporte de numerosos arroyos y ríos, entre ellos el Maitén Chico, Aserradero de los Vascos, Huemul, Escobar Guanaco, Esquel, Trevelín, Nant y Fall, entre otros Aquí, recorre en sentido norte - sur, encajado entre afloramientos y su valle es angosto, sin apreciar una planicie de inundación.
Luego, en la zona del Valle 16 de octubre, el río se desvía hacia el sudoeste y desemboca en los ríos Corintos y Futaleufú. Aquí, el valle es muy amplio y corresponde al antiguo lecho del lago 16 de octubre. También, es un sitio donde se realizan actividades agrícolas y a esta altura sufre desbordes.
En 2016, una sequía prolongada en el río afectó a los pobladores del asentamiento de Alto Río Percy.